# ジョージ・ペパード
ジョージ・ペパード（George William Peppard [pəˈpɑːrd] , 1928年10月1日 –1994年5月8日）は、アメリカ合衆国の映画とTVで活躍した俳優である。
ペパードは、映画『ティファニーで朝食を』(1961)でオードリー・ヘプバーンと共演して、メジャーな俳優としての地位を確立した。その後映画『大いなる野望』(1964)にハワード・ヒューズをモデルとしたジョナス・コード役で出演した。TV作品では、1970年代初期のミステリー・ドラマ『バナチェック登場』での富豪の保険調査員で探偵のトマス・バナチェック役と、1980年代のアクション・ドラマ『特攻野郎Aチーム』でのシガー愛好家で無法部隊のリーダーであるジョン・スミス大佐役での出演で有名である。

## 初期の経歴
ペパードは、ミシガン州デトロイト出身である。父親は建設請負業者ジョージ・ペパード・シニアで、母親はオペラ歌手兼声楽教師のヴェネール・ローラーであった。
1946年にミシガン州ディアボーンのディアボーン・ハイスクールを卒業した。そして、1946年7月8日にアメリカ合衆国海兵隊に入隊して、1948年1月の終了時には伍長の地位に昇格していた。
ペパードは1948年と1949年に、パデュー大学で土木工学を学んだ。そして"Purdue Playmakers theatre troupe"と"Beta Theta Pi fraternity"のメンバーだった。その後、彼はペンシルベニア州ピッツバーグのカーネギー工科大学（現在のカーネギーメロン大学）に移り、1955年に学士号を取得した。また、ピッツバーグ・プレイハウスで俳優としての訓練を受けた。 
ペパードは俳優以外にパイロットでもあった。1966年の新婚旅行の途中でカンザス州のウィチタで リアジェットを飛ばすための訓練に費やした。

## 俳優としての経歴
ペパードは1949年にピッツバーグ・プレイハウスでステージでのデビューを行った。そして、ニュー・ヨークに移った後にアクターズ・スタジオに参加してリー・ストラスバーグと共にメソッド演技法を学んだ。ペパードは俳優以前には、ディスク・ジョッキー、放送局のエンジニア、フェンシングの指導、タクシーの運転手、オートバイ修理店の整備士などの仕事に就いて働いていた。
ペパードはニュー・イングランドのサマー・ストックの手伝いをしていて、オレゴン州のアシュランドにある"Oregon Shakespeare Festival"に出演した。そして、ブロードウェイでのデビューは『Girls of Summer』(1956)で、ミッキー役での出演だった。TVには『USスチール・アワー』でポール・ニューマンが出演したエピソード『"Bang the Drum Slowly"』(1956)に、歌ってギターを弾く野球選手、パイニー・ウッズ役で出演したのが最初であった。映画は『The Strange One』(1957)での士官候補生ロバート役が最初の出演であった。

### MGM
ペパードは、MGMの映画『肉体の遺産』(1960)のオーディションで役を得たときには、すでにブロードウェイの『The Pleasure of His Company』(1958)への出演が決定済みであった。したがって『The Pleasure of His Company』のステージに6ヶ月出演してから映画『肉体の遺産』の撮影を行った。MGMとペパ－ドの間には長期の専属契約が締結されていた。
『肉体の遺産』は、ヴィンセント・ミネリが監督して、ロバート・ミッチャムがペパードの父親役で出演した名声高い映画だった。興行収入は高かったのだが、製作費も膨らんでいたために、営利的に成功した作品とはならなかった。
MGMでの次の出演作品は、ジャック・ケルアックの1958年の小説に基づいた『地下街の住人』(1960)であった。興行成績は不振であったが、ペパードはその後「この映画が原因で、私が罪に問われることはなかった。」と言っていた。

### スターダム

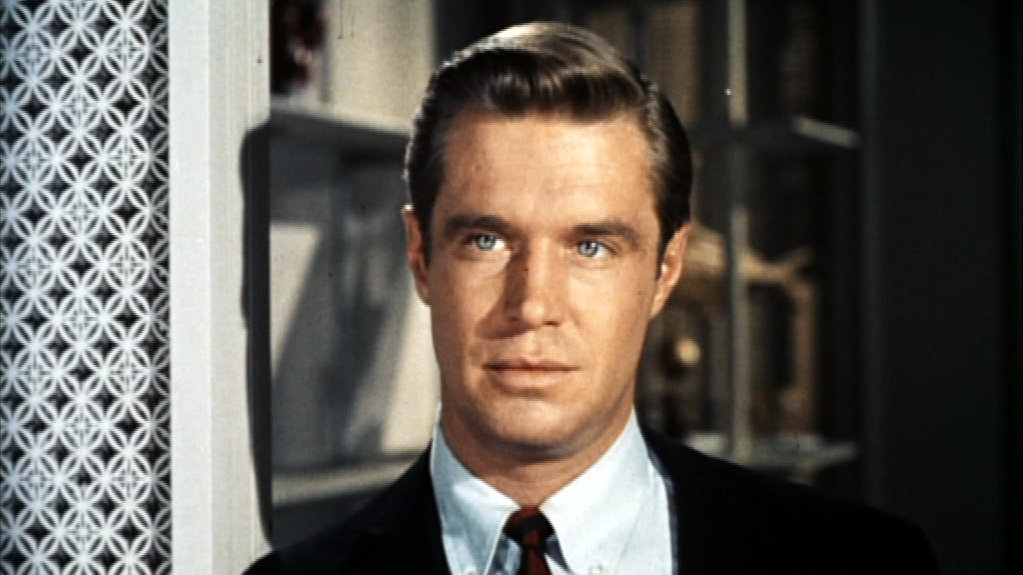
『ティファニーで朝食を』でのジョージ・ペパード (1961)

ペパードはその容貌とエレガントなマナー、優れた演技能力によってオードリー・ヘプバーンと共演した、映画『ティファニーで朝食を』(1961)が、ペパードの最も有名な映画となった。この映画はトルーマン・カポーティの小説に基づいて制作されたもので、ペパードはこのポール・バージャック役でメジャーな映画スターに押し上げられた。 
この年、新聞記事はペパードを「次の大物」と名付けた。ペパードはこの時期について、「2つのTVシリーズを遠慮して、求められていた映画スターとしての俳優の作品に焦点を合わせた」と述べている。MGMとの契約は、1年に2本のMGMとの映画と1本外部の映画、そして6本のTV出演が認められていた。また、2年毎にステージ作品に出演する権利があった。  
ペパードは、映画『Unarmed in Paradise』への出演が予定されていたが、これは制作されず、代わりにMGMは叙事詩的なウェスタン映画『西部開拓史』(1962)の主役に起用した。映画全体は全5部であったがペパードの演じたゼブ・ローリングスはその内の3部に登場した。この映画は大ヒットとなった。
ペパードはカール・フォアマンの作による『勝利者』(1963)に出演して、続いて最も注目された150分の非情な武勇伝であった映画、『大いなる野望』(1964)にジョナス・コード役で出演した。ハロルド・ロビンズのベスト・セラーであった小説を原作とした、ハワード・ヒューズのような航空機産業と映画界の大御所を描いたものであった。この映画は1964年の大きな興業収入を得た作品となった。
「私の演技はうんざりするようなものだった。」とペパードは1964年のインタビューで答えた。そして、望んでいたのは「1つの素晴らしい演技を提供することであった。」と付け加えた。「私はそのために撮影するのは少し厚かましいかもしれないと思うが、それはホッケーのゴールのような目標である。私は選択の余地があったと考えている...結果ではなく目的があった。私の目的は1つの素晴らしい演技だった。」
MGMで、ペパードは映画『クロスボー作戦』(1965)に出演した。その次に、『Merrily We Roll Along』に基づいた作品への出演を計画していたが、実現しなかった。
ペパードは大作映画でのタフガイの役を選択して演じるようになって、アンサンブル・キャストとしては不向きになっていった。映画『ブルー・マックス』（1966年）には、ドイツのパイロットのブルーノ・スタッヘル役で出演した。第一次世界大戦中に、プロイセンの貴族に挑戦する、競争心が強い平民出身の将校の役であった。この役のために、ペパードはプライヴェート・パイロットの免許を取得して、スタント飛行の多くを自分で行ったが、有名な橋の下の飛行シーンはスタント・パイロットのデレク・ピゴットがコントロールを行っていた。
「私はスターではなく俳優です。」とペパードは話した。今回の映画の中では見出したと続けた。「3つのこと、良い監督、良いパート、良い脚本を探していました。私は満足しています。」
ペパードは、映画『カラハリ砂漠』（1965）に主役として出演の予定であったが、数日間の撮影を行った後にセットを後にした。
映画評論家のデイヴィッド・シップマンは、ペパードのこの段階でのキャリアについて書いている。

### 停滞時期
ペパードが出演した、『トブルク戦線』(1967)、『野良犬の罠』(1968)、『華麗なる暗殺』(1970)、『非情の切り札』(1968)、『最後の弾丸』(1971)などの映画は全く、または少ししかインパクトがなかった。また、メアリー・タイラー・ムーアと共演した、ロマンティック・コメディの映画『What's So Bad About Feeling Good?』(1968)でも同様だった。
1968年に、『Watch Them Die』という脚本を共同で執筆したことを発表した。ペパードは主役として登場しないで、監督をする計画だったが、作品は制作までは進行しなかった。 
この時期に失望感を覚えさせられた映画には2本のウエスタンが含まれていた。メキシコでの危険な任務のために兵士を集める、キャプテンのロッド・ダグラス役で出演じた『コンドルの砦』(1970)とドーラン役で出演した『ジェリコ』(1967)があった。『ジェリコ』には、ディーン・マーティンとジーン・シモンズが共演していたが、ペパードのキャリアでのステータスの高さを表していた。

### TVでのキャリア

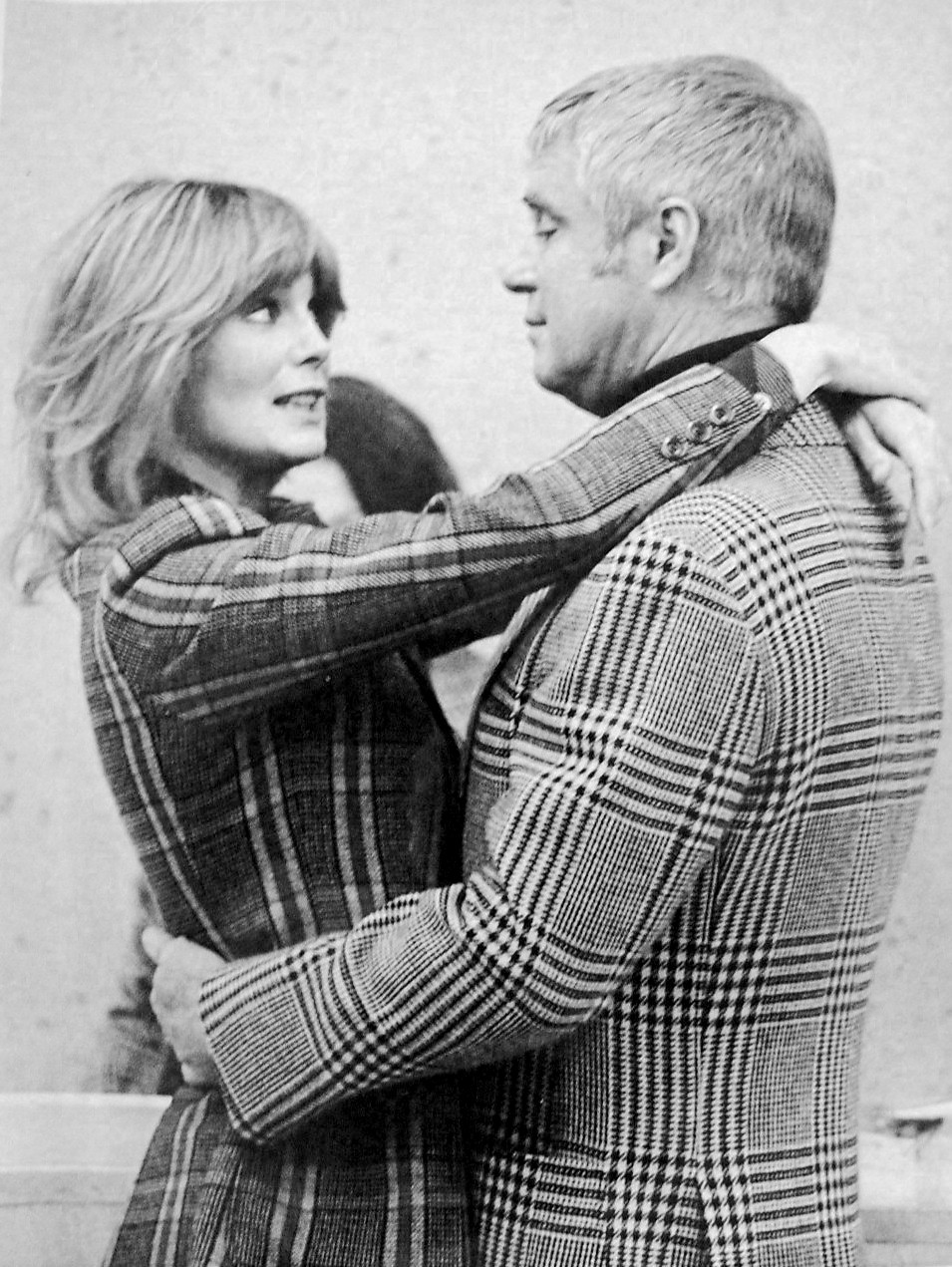
Linda Evans and Peppard in TV's Banacek (1974)

ペパードはTV出演へ関心を向けた。2年間にわたって、多数のパイロット番組を含んだ企画のプロジェクトに参加した後に、NBCミステリー・ムービー・シリーズの『バナチェック登場』（1972–1974）で注目すべき成功を収めた。手数料のため、保険会社での不可能な犯罪を解決して、手数料を得るボストンの富豪なプレイボーイとしての役であった。90分間の定期的なエピソードが、2シーズンにわたって制作された。どちらのシリーズもパイロット・エピソードの『テキサスハイウェー殺人事件』とともにDVDでリリースされている。また、TV映画『有罪か無罪か』（1975）に、サミュエル・シェパードとして出演した。まれにしか見られないパフォーマンスを行って、非常に高い評価を得ている。ペパードは半シーズンの『Doctors' Hospital』（1975）および他のいくつかのTV映画に出演した。
また1977年のSF映画『世界が燃えつきる日』に主演で出演した。この映画でのペパードの役は、出演料の問題でスティーブ・マックイーンから断られたと伝えられている。興味をひかれる役が減ってきたため、1979年に映画『天国への逃走』をプロデュースして、監督し、そして出演した。

### キャリアの最下点
後にペパードは、「キャリアの最低の時は、映画『天国への逃走』以前の、3年間の時期に訪れた。」と述べた。「悪い時期だった。私には債務が多かった。私のキャリアは行くところが無くなりかけていたようだ。この3年間はあまり仕事をしていない。毎朝目をさましては、債務額が深く深くなっていくことを自覚していた。」 
ペパードは自分の車を売って、『天国への逃走』を制作するために、自宅に2番目の抵当を設定して資金を調達しなければならなかった。最終的に、資金は回収できて、再びキャリアに集中出来るようになった。 
ペパードは珍しく、1979年に『Password Plus』ショーに1週間出演した。そこでは、しばしば撮影中に喫煙する姿を見ることができた。5回のうち、最初の回はNBCで放送されなかったが、ずっと後にGSN(Game Show Network)とBuzzrで放映された。『Password Plus』の制作を監督したNBCの職員による、処遇に対して感じた不満を、カメラの前でコメントしたためであった。

### 『ダイナスティ』
1980年、ペパードはTVシリーズ『ダイナスティ』で、ブレイク・キャリントンの役を提供されて引き受けた。リンダ・エヴァンスとボー・ホプキンスが出演したパイロット・エピソードの撮影中に、プロデューサーのリチャード・シャピロとエスター・シャピロとペパードは衝突を繰り返した。ブレイク・キャリントンの役が『ダラス』のジョン・ロス・ユーイング役にあまりにも似ていると感じたからであった。3週間後に、追加のエピソードの撮影が始まる前にペパードは解雇された。キャリントンの役はジョン・フォーサイスが演じることになった。ペパードのシーンは再撮影されて、フォーサイスは『ダイナスティ』で恒久的なスターになった。 
「大きな打撃だった。」とペパードは述べた。「フォーサイスは最終的に、私ができたものよりいい仕事をした。」と付け加えた。その結果として皮肉なことに、1982年の最初のシーズンでナンバー・ワンのTV番組となった、NBCの『特攻野郎Aチーム』に出演できるようになった。

### 『特攻野郎Aチーム』
1982年、ペパードはアクション・アドヴェンチャー・シリーズの『特攻野郎Aチーム』でジョン・"ハンニバル"・スミス大佐のオーディションを受けて、同役で出演した。ミスター・T、ダーク・ベネディクト、ドワイト・シュルツとの共演で、このシリーズでは、ヴェトナム戦争での勤務中に、犯さなかった犯罪のために軍隊から逃走した、反逆部隊のチームを描いていた。Aチームのメンバーは、幸運の兵士として集団生活を送っていたが、不当な扱いに対する不平を抱えて来た人々を助けた。 
ジョン・スミスとしてペパードはAチームのリーダーを演じた。シガー愛好家、自信に満ちた微笑、黒い革手袋 、変装、そして「作戦は奇を以ってよしとすべし」という独特のキャッチ・フレーズでハンニバル役を際立たせていた。
NBCでのこのシリーズは1983年から1987年まで5シーズンの間放映されて、ペパードは新世代に広く知られて、間違いなく最も有名なTVでの役となった。この役はもともとはジェームズ・コバーンを念頭に置いて脚本が書かれたと報告されているが、コバーンが辞退したためペパードが演じることになった。 
ペパードは、パブリック・イメージで注目を奪う態度のミスター・Tに悩まされたと伝えられている。ある時点からミスター・Tと直接話すことを拒否した。代わりに仲介者を通してメッセージを送った。時には仲間のキャスト・メンバーたち、特にダーク・ベネディクトが中心になって仲介していた。そしてこのためにペパードは時々、Aチームの俳優としては不適切であるとメディアの扱いが行われた。

### その後キャリア
ペパードは晩年に、いくつかのステージ作品に出演した。1988年の『Papa』ではアーネスト・ヘミングウェイを演じて、アイダホ州のボイジー、ジョージア州のアトランタ、サン・フランシスコを含む多くの都市で上演を行った。1992年にペパードは、アキテーヌのエレノア役のスーザン・クラークと共に、『冬のライオン』にヘンリー2世役で出演した。ペパードはこの上演に資金を提供して、各地でのツアーを行った。

### 『Man Against the Mob』
ペパードの最後のTVシリーズは1940年代に設定した『L.A.アンタッチャブル(Man Against the Mob)』(1987)であった。意図的なシリーズで、2番目の『チャイナタウン殺人事件(Man Against the Mob: The Chinatown Murders)』(1988)と共に、LAPDユニットの戦後の形成を扱った作品で、ペパードはフランク・ドーキー巡査部長役で出演した。このシリーズはもともとは『City of Angels』というタイトルのNBCシリーズの予定であった。3番目の作品は計画されていたが、ペパードは撮影前に亡くなった。

## 私生活
ペパードは5回の結婚歴があって、子供3人の父親である。
- ヘレン・デイヴィス （1954–1964）：ブラッドフォードとジュリーの2人の子供がいる。 デイヴィスは再婚しなかった。映画『わが谷は緑なりき』(1941)にクレジットなしで出演していた。
- エリザベス・アシュリー （1966–1972）：息子のクリスチャンがいる。『大いなる野望』(1964)と『第三の日』(1965)で共演していた女優であった。1972年の離婚にあたって、ペパードはアシュリーに4年間、慰謝料として月に2,000ドル、精神医療に月に400ドル、子供の養育費に月350ドルを支払う取り決めを行った[23]。このうち2つのは1975年にアシュリーがジェームズ・マッカーシーと再婚したときに無効になった。そしてこの結婚は後の1981年に離婚となった。
- シェリー・ブーシェ (1975–1979):ルイジアナ州、スプリングヒルの不動産業者ジョン・ライトルと再婚した。
- アレクシス・アダムス （1984–1986）:TVドラマのジョイス・アン・ファービーとして知られている。その後再婚していない。
- ローラ・テイラー （1992-1994）:

ペパードは、カリフォルニアのハリウッド・ヒルズに、ギリシャのリヴァイバル・スタイルの白いコテージに住んでいた。3方向にエレガントなポーチがあって、背後にゲスト・ハウスを備えていた。ペパードは死の時までそこに住んでいた。その後、デザイナーのブレンダ・アンティンが、1年かけて改修して所有していたこの家は、2015年に女優で作家のレナ・ダナムによって、2,699,000ドルで購入された。 
ミシガン州ディアボーンで生まれ育ったペパードは、フォード・モーターの創設者であったヘンリー・フォード、伝説的な民主党議員のジョン・ディンゲルの後に続く、ディアボーンで出身の有名人で、ホームに帰りたいと思っていた。ペパードは"Northview Cemetery"に、父親、母親と並んで、簡単かつ質素に埋葬された。
2017年4月に墓地が3度目の破損を受けて、37の墓石が壊された後に、ペパードの名前がメディアに再登場した。墓地はその後復元されたが、ペパード家の墓石はもともと破損を受けていなかった。

## 晩年と死
ペパードは1992年に肺癌と診断されてから禁煙するまでは、ほとんどの日に、1日に3箱のタバコを吸っていた。診断が下された直後に肺の一部が手術で除去された。  
健康上の問題があったにもかかわらず、ペパードは俳優として演技を続けた。新しいシリーズのために、トレイシー・ネルソンと出演したパイロットとしての『The P.I.』を完成させた。この『The P.I.』はペパードが亡くなる少し前に、『マトロック』(1994)のエピソードとして放送された。このエピソードは本来『マトロック』のスピン・オフとして予定されていたシリーズのもので、そこではトレイシー・ネルソンはペパードの娘で相棒の役であった。 
肺癌で闘病中に、ペパードは1994年5月8日にL.A.で肺炎で亡くなった。そしてミシガン州ディアボーンの"Northview Cemetery"に埋葬された。
ハリウッド・ブルヴァードのハリウッド・ウォーク・オブ・フェーム"6675"に、映画のカテゴリーでジョージ・ペパードのスターがある。

## 客観的な評価
1972年に、デイヴィビッド・シップマンはペパードについての評価を発表した。 

## 受賞
- 1960 ナショナル・ボード・オブ・レビュー(NBR Award)の助演男優賞を受賞した。対象作品は『肉体の遺産』である。
- 1961 英国アカデミー賞のBAFTAを受賞した。対象作品は『肉体の遺産』である[29]。

## 出演作品

### 映画
| 公開年 | 題名 原題                                           | 役名 原表記                               | 備考              | 吹き替え                                               |
| ------ | --------------------------------------------------- | ----------------------------------------- | ----------------- | ------------------------------------------------------ |
| 1957   | The Strange One                                     | Cadet Robert Marquales                    | Film debut        |                                                        |
| 1959   | 勝利なき戦い Pork Chop Hill                         | チャック・フェダーソン伍長                |                   | 仲村秀生(NET版)                                        |
| 1960   | 肉体の遺産 Home from the Hill                       | ラフェ・コプリー Raphael 'Rafe' Copley    |                   |                                                        |
| 1960   | 地下街の住人 The Subterraneans                      | レオ・パーセピード Leo Percepied          |                   |                                                        |
| 1961   | ティファニーで朝食を Breakfast at Tiffany's         | ポール・バージャック                      |                   | 金内吉男(フジテレビ版) 野沢那智(日本テレビ版/ソフト版) |
| 1962   | 西部開拓史 How the West Was Won                     | ゼブ・ローリングス                        |                   |                                                        |
| 1963   | 勝利者 The Victors                                  | チェイス                                  |                   | 井川比佐志(NET版)                                      |
| 1964   | 大いなる野望 The Carpetbaggers                      | ジョナス・コード・ジュニア Jonas Cord,Jr. |                   | 伊武雅之(東京12ch版)                                   |
| 1965   | クロスボー作戦 Operation Crossbow                   | ジョン・カーティス                        |                   | 広川太一郎(日本テレビ版)                               |
| 1965   | 第三の日 The Third Day                              | スティーヴ                                |                   | 睦五郎(NET版)                                          |
| 1966   | ブルー・マックス The Blue Max                       | ブルーノ                                  |                   | 田中信夫(フジテレビ版/ソフト版) 井上孝雄(LD版)         |
| 1967   | トブルク戦線 Tobruk                                 | バーグマン大尉 Capt. Kurt Bergman         |                   | 小林昭二(NET版)                                        |
| 1967   | ジェリコ Rough Night in Jericho                     | ドーラン                                  |                   | 阪脩(TBS版) 田中信夫(NET版) 有川博(フジテレビ版)       |
| 1968   | 野良犬の罠 P.J.                                     | P・J・デトワイラー P.J. Detweiler         |                   | 羽佐間道夫(NET版)                                      |
| 1968   | What's So Bad About Feeling Good?                   | Pete                                      |                   |                                                        |
| 1968   | 非情の切り札 House of Cards                         | レノ・デイヴィス                          |                   | 田中信夫(フジテレビ版)                                 |
| 1969   | ペンダラム Pendulum                                 | フランク・マシューズ                      |                   |                                                        |
| 1970   | 華麗なる暗殺 The Executioner                        | ジョン                                    |                   | 藤木敬士(日本テレビ版)                                 |
| 1970   | コンドルの砦 Cannon for Cordoba                     | ロッド・ダグラス                          |                   | 仲村秀生(TBS版)                                        |
| 1971   | 最後の弾丸 One More Train to Rob                    | ハーカー・フリート                        |                   |                                                        |
| 1972   | 爆破作戦 基地に消えた男 The Groundstar Conspiracy   | タキサン Tuxan                            |                   | 小林清志                                               |
| 1974   | 刑事ニューマン・復讐のレクイエム Newman's Law       | ヴィンス・ニューマン                      |                   | 小林修(テレビ朝日版)                                   |
| 1977   | 世界が燃えつきる日 Damnation Alley                  | ユージン・デントン少佐                    |                   | 小林昭二(TBS版)                                        |
| 1979   | 天国への逃走 Five Days from Home                    | T・M・プライアー T.M. Pryor               | ※監督・出演・製作 |                                                        |
| 1979   | 戦争と友情 From Hell to Victory                     | ブレット・ロッソン                        |                   | 納谷悟朗(TBS版)                                        |
| 1979   | カンヌの恋人 An Almost Perfect Affair               | Himself                                   | Uncredited        |                                                        |
| 1980   | 宇宙の7人 Battle Beyond the Stars                   | カウボーイ                                |                   | 羽佐間道夫(テレビ朝日版)                               |
| 1981   | スキャンダラス・ラブ Your Ticket Is No Longer Valid | ジム                                      |                   |                                                        |
| 1981   | 湖の秘宝の謎 Race for the Yankee Zephyr             | テオ・ブラウン                            |                   |                                                        |
| 1982   | トップコマンド・電撃特攻指令 Jugando con la muerte  | マクファデン                              |                   |                                                        |
| 1989   | ガラスの中の私 Zwei Frauen                          | マーティン                                |                   |                                                        |
| 1992   | The Tigress                                         | Sid Slaughter                             | Final film role   |                                                        |

### TVドラマとTVシリーズ
| 放映年    | 題名 原題                                                         | 役名 原表記                                                              | 備考 | 吹き替え                                                                              |
| --------- | ----------------------------------------------------------------- | ------------------------------------------------------------------------ | --- | ------------------------------------------------------------------------------------- |
| 1956      | USスチール・アワー The United States Steel Hour                   | Piney Woods                                                              | Season 4 Episode 2 "Bang the Drum Slowly"                                                                                          |                                                                                       |
| 1956–1957 | クラフト・テレビジョン・シアター Kraft Television Theatre         | unknown                                                                  | Season 9 Episode 38 "Flying Object at Three O'Clock High" Season 10 Episode 1 "Out to Kill" Season 10 Epidode 41 "The Long Flight" |                                                                                       |
| 1957      | The Kaiser Aluminum Hour                                          | Lynch                                                                    | Season 1 Episode 14 "A Real Fine Cutting Edge"                                                                                     |                                                                                       |
| 1957      | ウェスティングハウス・スタジオ・ワン Studio One                   | Kenny Chance                                                             | Season 9 Episode 18 "A Walk in the Forest"                                                                                         |                                                                                       |
| 1957      | The Alcoa Hour                                                    | Eddie Pierce                                                             | Season 2 Episode 14 "The Big Build-Up"                                                                                             |                                                                                       |
| 1957      | ヒッチコック劇場 Alfred Hitchcock Presents                        | エヴァン・ウォレス Evan Wallace                                          | 第3シーズン 第10話(第71話) 「メキシコの探偵」("The Diplomatic Corpse")                                                             |                                                                                       |
| 1957–1958 | マチネー・シアター Matinee Theatre                                | Kincaid/Jesse Stuart /unknown                                            | Season 2 Episode 131 "End of the Rope" Season 2 Episode 141 "Thread That Runs So True" Season 2 Episode 163 "Aftermath"            |                                                                                       |
| 1958      | Suspicion                                                         | Lee                                                                      | Season 1 Episode 23 "The Eye of Truth"                                                                                             |                                                                                       |
| 1958      | Little Moon of Alban                                              | Dennis Walsh                                                             | Television film |                                                                                       |
| 1960      | Startime                                                          | Pat Lawrence                                                             | Season 1 Episode 27 "Incident at a Corner"                                                                                         |                                                                                       |
| 1964      | Theatre of Stars                                                  | Buddy Wren                                                               | Season 1 Episode 24 "The Game with Glass Pieces"                                                                                   |                                                                                       |
| 1972      | インディアン大襲撃 突撃!荒野の騎兵隊 The Bravos                   | ジョン・デイヴィッド・ハークネス John David Harkness                     | Television film |                                                                                       |
| 1972-1974 | バナチェック登場 Banacek                                          | トーマス・バナチェック                                                   | 全17エピソード | 伊武雅之(フジテレビ) ※パイロット版「テキサスハイウェー殺人事件」 小林清志(フジテレビ) |
| 1975      | 有罪か無罪か Guilty or Innocent: The Sam Sheppard Murder Case     | サミュエル・シェパード                                                   | ※テレビ映画 |                                                                                       |
| 1975      | The Week of Fear                                                  | Dr. Jake Goodwin                                                         | Television film (pilot for the series Doctors' Hospital)                                                                           |                                                                                       |
| 1975-1976 | Doctors' Hospital                                                 | ジェイク・グッドウィン医師 Dr. Jake Goodwin                              | 12エピソード |                                                                                       |
| 1979      | パニック・イン・エアポート Crisis in Mid-air                      | ニック                                                                   | ※テレビ映画 |                                                                                       |
| 1979      | 愛は陽炎のように Torn Between Two Lovers                          | ポール                                                                   | ※テレビ映画 |                                                                                       |
| 1979-1980 | 白バイ野郎ジョン&パンチ CHiPs                                     | (uncredited)                                                             | 2 Episodes |                                                                                       |
| 1982      | Twilight Theatre                                                  | unknown                                                                  | Television film |                                                                                       |
| 1983–1987 | 特攻野郎Aチーム The A-Team                                        | ジョン･スミス陸軍大佐（通称ハンニバル）                                  | 全97エピソード | 羽佐間道夫(テレビ朝日)                                                                |
| 1984      | ロアルド・ダール劇場/予期せぬ出来事 Tales of the Unexpected       | Sgt. Guedo                                                               | Season 7 Episode 1 "The Dirty Detail"                                                                                              |                                                                                       |
| 1988      | L.A.アンタッチャブル Man Against the Mob                          | フランク・ドーキー                                                       | ※テレビ映画 |                                                                                       |
| 1989      | チャイナタウン殺人事件 Man Against the Mob: The Chinatown Murders | フランク・ドーキー                                                       | ※テレビ映画 |                                                                                       |
| 1990      | ナイト・オブ・ザ・フォックス (狐たちの夜) Night of the Fox        | ハリー・マーティノウ/マックス・ヴォーゲル Col. Harry Martineau/Max Vogel | ※テレビ映画 |                                                                                       |
| 1994      | マトロック Matlock                                                | マックス・モーガン Max Morgan                                            | Season 8 Episode 18 "The P.I." (final appearance)                                                                                  |                                                                                       |

### ステージ作品
| 上演年    | 題名 原題                                             | 役名 原表記                | 備考 |
| --------- | ----------------------------------------------------- | -------------------------- | --- |
| 1953      | ヴェニスの商人 The Merchant of Venice                 | バサーニオ Bassanio        | Oregon Shakespeare Festival                                                                                                 |
| 1954      | ウィンザーの陽気な女房たち The Merry Wives of Windsor | スレンダー Slender         | Oregon Shakespeare Festival                                                                                                 |
| 1956–1957 | Girls of Summer                                       | Mickey Argent              | Longacre Theatre 19 Nov 1956- 5 Jan 1957 19 Nov 1956- 5 Jan 1957                                                            |
| 1958–1959 | The Pleasure of His Company                           | Roger Henderson            | Longacre Theatre (moved to The Music Box Theatre from 15 Jun 1959- close): 22 Oct 1958- 21 Nov 1959 1961年 映画『結婚泥棒』 |
| 1988      | Papa                                                  | Hemingway                  | Boise, Idaho; Atlanta, Georgia; and San Francisco                                                                           |
| 1990      | LOVE LETTERS Love Letters                             | アンディ・ラッド Andy Ladd | Wyndham's Theatre from Monday 22 October 1990 to Saturday 17 November 1990                                                  |
| 1991–1992 | 冬のライオン The Lion in Winter                       | ヘンリー2世 Henry II       | directed and starred in a well-received 1992 touring production                                                             |

## 参照
1. 1 2 3 4  Collins, Glenn (1994年5月10日). “George Peppard Dies; Stage and Screen Actor, 65”. The New York Times 2010年8月23日閲覧。
2. ↑  Collins, Glenn (1994年5月10日). “George Peppard Dies; Stage and Screen Actor, 65”. New York Times
3. ↑  Wise, James Edward; Rehill, Anne Collier (November 1, 1999). Anne Collier Rehill. ed. Stars in the Corps: Movie Actors in the United States Marines. 2. Annapolis, MD: Naval Institute Press. pp. 159–166 2010年8月14日閲覧。
4. ↑  “George Peppard Is Starring In Movie Now At Lyric”. Ludington Daily News. (1971年5月20日) 2014年4月27日閲覧。
5. ↑  Conner, Lynne (June 4, 2007). Pittsburgh In Stages: Two Hundred Years of Theater. University of Pittsburgh Press. p. 152. ISBN 978-0-8229-4330-3
6. ↑  “A Pfalz Friend”. Air Progress. (October 1979).
7. ↑  Dorothy Manners (1966年5月29日). “George Peppard retains his image as a loner”. The News and Courier (Charleston, South Carolina)
8. ↑  Tinee, Mae (1963年3月17日). “Meeting a 'New' George Peppard”. Chicago Tribune:  p. e14
9. ↑  Hopper, Hedda (1960年4月24日). “GEORGE PEPPARD: Films Beckon Stage Star”. Los Angeles Times:  p. D11
10. ↑  Reed, Rex (1966年7月10日). “A Nice Guy, Cast As a Movie Star”. The New York Times:  p. 81
11. ↑  Scott, John L. (1961年11月12日). “George Peppard Gives His Answer to Question: Who Is the Next Big Star?”. Los Angeles Times:  p. A10
12. ↑  Schumach, Murray (1961年1月19日). “HUBBUB OF MOVIES AVOIDED BY ACTOR: George Peppard Turns Down Bids to Premieres, Shuns Press and Publicity Tours”. New York Times:  p. 24
13. ↑  Alpert, Don (1963年8月4日). “Actor George Peppard: "The Picture's the Thing'”. Los Angeles Times:  p. d4
14. ↑  “George Peppard Goes to MGM's 'Merrily'”. Los Angeles Times:  p. B13. (1964年12月31日)
15. ↑  By, K. H. (February 1, 1966). 'I'm an actor, not a star'. The Christian Science Monitor (1908-Current File) Retrieved from https://search.proquest.com/docview/510788886
16. 1 2  Shipman, David (1994年5月10日). “Obituary: George Peppard”. The Independent 2015年1月16日閲覧。
17. ↑  Manners, Dorothy (1968年6月4日). “George Peppard, With Three Movies Ready for Release, Takes It Easy”. The Washington Post, Times Herald:  p. B8
18. ↑  Smith, Cecil (1972年8月27日). “George Peppard: He can live with his Banacek character”. Los Angeles Times:  p. u2
19. 1 2  Mann, Roderick (1983年2月8日). “Pendulum Swings to Peppard”. Los Angeles Times:  p. G2
20. ↑  Adam Nedeff (2017). The Life (and Wife) of Allen Ludden
21. ↑  Pingel, Mike. “Bo Hopkins Remembers Dynasty!”. hollywoodfyi.com. 2005年8月6日時点のオリジナルよりアーカイブ。2010年7月18日閲覧。
22. ↑  Pratt, Steve (2006年5月19日). “Not really a team player”. The Northern Echo (Darlington UK):  p. 15.  オリジナルの2015年1月18日時点におけるアーカイブ。 2015年1月16日閲覧。
23. ↑  “George Peppard, Elizabeth Ashley Granted Divorce”. Los Angeles Times:  p. aB. (1972年2月28日)
24. ↑  Peterson, Spenser. “Lena Dunham Drops $2.7M on a 1920s Home in West Hollywood”. Curbed. 2015年3月2日閲覧。
25. ↑  “Lena Dunham Buys House with Hollywood History”. hookedonhouses.net (2015年3月12日). 2018年3月24日時点のオリジナルよりアーカイブ。2019年6月25日閲覧。
26. ↑  Dickson, James David. “Dozens of headstones knocked over at Dearborn cemetery”. Detroit News. April 26,2017閲覧。 エラー: 閲覧日が正しく記入されていません。（説明）
27. ↑  Bang Out of Order ISBN 978-1-90284-321-6 ch. 14
28. ↑  Shipman, David (1972). The Great Movie Stars: The International Years. Angus and Robertson. p. 409. ISBN 978-0207954658
29. ↑  “Bafta Awards”. awards.bafta.org. 2019年1月24日閲覧。